# دوفيلد (فيرجينيا)
دوفيلد (بالإنجليزية: Duffield, Virginia)‏ هي بلدة أمريكية تقع في الولايات المتحدة في مقاطعة سكوت (فيرجينيا). يقدر عدد سكانها بـ 91 نسمة ومساحتها 1.5 كم2 وترتفع عن سطح البحر 438 متر.